# Línea Foch

Varias propuestas para la frontera polaco-lituana después de la Primera Guerra Mundial. La Línea Foch en verde oscuro y las modernas fronteras en rosa.

La Línea Foch fue una línea de demarcación temporal entre Polonia y Lituania propuesta por la Entente después de la Primera Guerra Mundial. 

## Historia
El trazado de la línea fue propuest por el Mariscal de Francia Ferdinand Foch y fue aceptada por la Conferencia de Embajadores en 1919. Con pequeños ajustes, la línea sirvió de base de la frontera entre Polonia y Lituania para poner fin a la guerra polaco-lituana. 
La línea dejó Vilnius (Wilno) en el lado polaco. Después de la Segunda Guerra Mundial, solo su parte más occidental, cerca de la ciudad de Suwałki, se mantiene fiel al concepto original de la línea.